# Ralph Baer
Rudolf Heinrich Baer, més conegut com a Ralph Baer, (Rodalben, Renània-Palatinat, República de Weimar, 8 de març de 1922 - Manchester, 6 de desembre de 2014) fou un enginyer i inventor estatunidenc d'origen germànic, considerat el pare dels videojocs.

## Biografia
Baer va arribar als Estats Units el 1938, fugint de l'Holocaust que estava a punt de començar a l'Alemanya, on la seva família era mal vista per ser d'origen jueu. En el seu país d'acollida treballa en diverses empreses com instal·lador de ràdio abans de ser reclutat per l'exèrcit nord-americà per a la segona guerra mundial el 1943 i ser destinat a Intel·ligència Militar a França. Al seu retorn, tres anys després, comença a treballar en diverses empreses de ràdio i televisió fins a ingressar a Loral el 1951, on se li encarrega el disseny i creació d'equips de TV al costat de Leo Beiser. Una de les idees que Baer proposa és la creació de senzills jocs interactius instal·lats en el televisor, idea que la companyia rebutja de ple.
Després de 4 anys treballant a Transitron, arriba a Sanders Associates l'any 1956. En dos anys és nomenat Cap de la divisió d'equipaments. En un moment en què als Estats Units hi havia 40 milions de televisors, Baer no deixa de donar voltes a la idea que tots ells poden usar-se per a alguna cosa més que el visionat de la programació convencional. El setembre del 1966, mentre espera en una parada d'autobús, recupera la seva idea dels jocs per a televisió i realitza uns esbossos on parla d'un petit receptor que connectat a un aparell de televisió permetria jugar a diverses modalitats de joc diferent (jocs de cartes, esports, estratègia, etc.) : ?Quan vaig arribar a l'oficina en New Hampshire vaig començar a transcriure aquestes notes perfilant la idea de jugar a jocs en qualsevol TV. (...) La meva idea llavors era desenvolupar una petita caixa de jocs que fes les coses fàcils i que no costés més de 25 dòlars?. Per al mes d'octubre ja té llest el seu primer joc, ?Chase Game?, en el qual un punt de la pantalla representant al gat havia de perseguir al punt que representava al ratolí fins a aconseguir-ho. Era el 20 d'octubre de 1966 i havia nascut el videojoc tal com ho coneixem avui dia.
Durant els mesos següents i amb un capital inicial de 2000 $, Baer comença a posar en marxa una divisió de Desenvolupament de Jocs de TV. El 1967 al costat de Bill Harrison aconsegueix reconvertir un rifle de joguina en el primer perifèric de la història, creant un molt elemental joc de trets. El nou descobriment va encantar al director d'I D Herb Campman, qui els va atorgar 8.000$ més de capital per a perfeccionar el seu dispositiu.
Els resultats no es fan esperar: a la fi de 1967 entra en joc un tercer punt a més dels dos controlats pels jugadors. Aquest punt controlat per la computadora, es comença a usar com pilota en jocs esportius, resultant en jocs de ping-pong (Per als quals s'usava fons verd), hoquei (amb fons blau), a més dels ja clàssics de persecució i de trets amb el rifle, el qual ja comptava amb una segona versió molt més precisa.
El 1968 s'intenta una primera comercialització a través de la indústria del Cable, que havia de proporcionar els fons estàtics sobre els quals interaccionaria el jugador a través de la "Brown Box" (nom provisional del prototip). Amb un acord ja gairebé tancat amb TelePrompTer, aquest es veu cancel·lat en l'últim moment per la crisi que travessen les operadores de cable a la fi dels 60. Després d'aquest primer intent fallit, es canvia d'objectiu i es passa a negociar amb els fabricants de televisors: RCA són els primers a mostrar-se interessats, però les negociacions fallen de nou en l'últim sospir i finalment és Magnavox qui inverteix en el projecte. En tardor de 1971 ja es disposa del primer prototip, amb algunes modificacions respecte a la "Brown Box" original: els jocs en memòria se substitueixen per targetes programades, i els fons de color són reemplaçats per cartolines plàstiques que se sobreposen a la pantalla. El 1972 surt al carrer la primera consola: La Magnavox Odyssey a un preu de $100. És el punt de partida de la primera època del videojoc domèstic. Anys més tard Baer seguiria innovant en dissenyar el Simon, una de les joguines més populars de tots els temps.